# Dun & Bradstreet
 (décembre 2024).
Si vous disposez d'ouvrages ou d'articles de référence ou si vous connaissez des sites web de qualité traitant du thème abordé ici, merci de compléter l'article en donnant les références utiles à sa vérifiabilité et en les liant à la section « Notes et références ».
Dun & Bradstreet (D&B) est une compagnie américaine fondée en 1841 qui fournit des données commerciales et financières, à la fois analytiques et synthétiques, sur les entreprises et entités publiques. Son siège social est situé à Short Hills (en) dans le New Jersey. Elle est le numéro un mondial de l’information économique commerce entreprise à entreprise (BtoB).
Entre autres, elle attribue à chaque entreprise américaine privée ou publique — mais aussi étrangère quand nécessaire — le Data Universal Numbering System (DUNS), un identifiant unique composé de neuf chiffres : plus de 600 millions de compagnies sont à ce jour enregistréesdans la base mondiale D&B.
Pour la France, les bases de données Dun & Bradstreet, soit près de 12 millions de comptes d'entreprises et d'entités publiques, sont distribuées et actualisées par le biais d'Altares. 

## Histoire

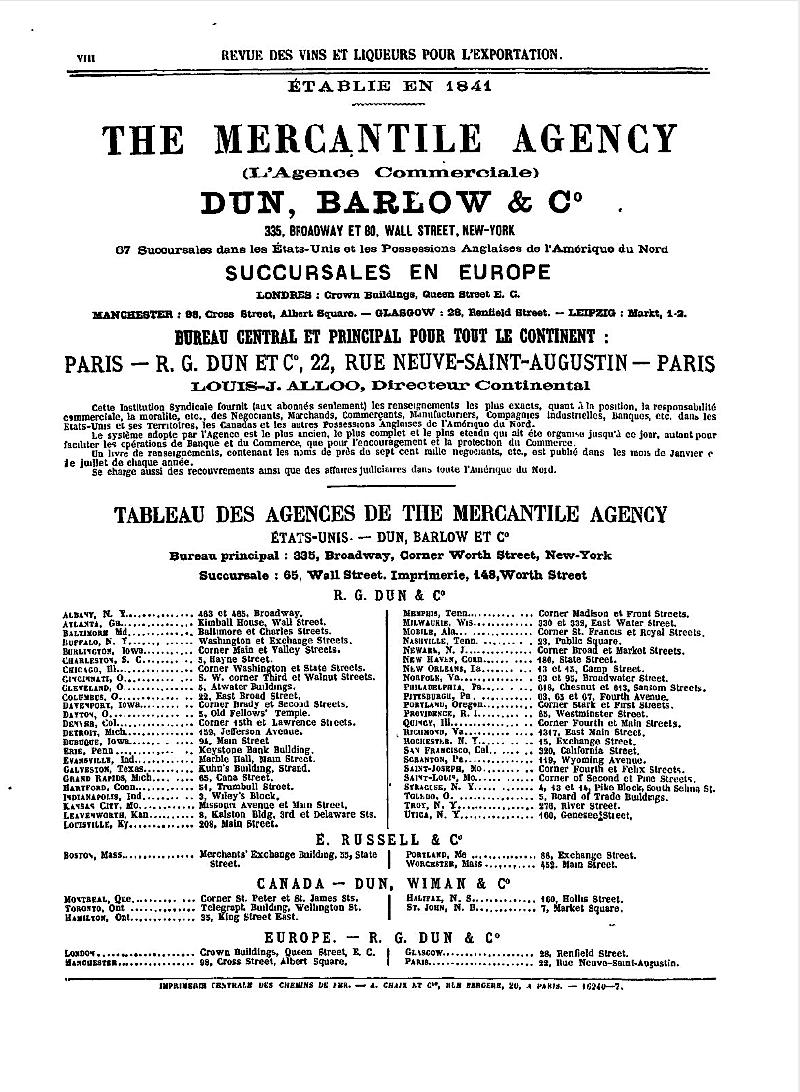
Publicité pour la Mercantile Agency, Dun, Barlow & Co publiée à Paris en avril 1877 montrant l'étendue du réseau de cette agence internationale (source : BnF).

Le 20 juin 1841, Lewis Tappan (en) établit à New-York, sur Wall Street, The Mercantile Agency (en), qui assurent à ses abonnés des informations comptables certifiés sur un certain nombre d'entreprises et de commerces. Ses clients sont des investisseurs, des épargnants, soucieux de connaître l'identité et le profil financier des sociétés dans lesquelles ils placent leurs capitaux. Au départ, on l'accuse de s'immiscer dans la vie privée et de divulguer des informations confidentielles, mais Tappan réussit à séduire 280 clients en 1844. Cinq ans plus tard, Tappan revend son affaire qui s'était étendue à des villes comme Boston, Baltimore et Philadelphie, à Benjamin Douglass, lequel publie le premier indicateur de notation financière (en anglais, ratings) sous la forme d'une brochure en 1851. Une autre agence, fondée à New York par John Bradstreet en 1849, publie également des notations à partir de 1859. La même année, Douglass revend ses parts à Robert Graham Dun. Durant plus de quarante ans, R. G. Dun & Company ouvre de nombreuses filiales sur le territoire américain puis en Europe, et devient l'une des toutes premières sociétés d'analyse financière de crédit. La Mercantile Agency, connue à Paris sous le nom de L'Agence commerciale, Dun, Barlow et Cie, possédant bientôt près de 70 comptoirs, prend de l'importance après la crise bancaire de mai 1873.
En 1933, Arthur Whiteside, patron de Dun & Company, orchestre avec Bradstreet la fusion des deux agences pour former Dun & Bradstreet.
En 1962, Dun & Bradstreet acquiert l'agence Moody's (qu'elle sépare de ses actifs en 1999). Le Data Universal Numbering System est inventé en 1963.
En 1984, D&B acquiert l'agence Nielsen (revendue en 1999). En 1994, D&B fonde Cognizant, une société de conseil en informatique qu'elle revend en 1996.
En août 2018, Dun & Bradstreet est racheté par C.C. Capital, Cannae Holdings et des fonds liés à Thomas H. Lee Partners pour 5,38 milliards USD (4,64 milliards d'euros) en numéraire. En prenant en compte la dette de 1,5 milliard de dollars, le montant de l'acquisition atteint 6,9 milliards USD. À la suite de l'opération, la société a été retirée de la cote NYSE.
En octobre 2020, Dun & Bradstreet annonce l'acquisition de Bisnode pour 812 millions de dollars.